# Kissasaari (ö i Norra Savolax, Nordöstra Savolax, lat 62,75, long 28,42)
Kissasaari är en ö i Finland. Den ligger i sjön Juurikkajärvi och i kommunen Tuusniemi i den ekonomiska regionen  Nordöstra Savolax ekonomiska region  och landskapet Norra Savolax, i den centrala delen av landet, 300 km nordost om huvudstaden Helsingfors. Öns area är 1 hektar och dess största längd är 170 meter i öst-västlig riktning.